# UPK2
UPK2 (англ. Uroplakin 2) – білок, який кодується однойменним геном, розташованим у людей на короткому плечі 11-ї хромосоми. Довжина поліпептидного ланцюга білка становить 184 амінокислот, а молекулярна маса — 19 438.
| 10         |  | 20         |  | 30         |  | 40         |  | 50         |
| ---------- |  | ---------- |  | ---------- |  | ---------- |  | ---------- |
| MAPLLPIRTL |  | PLILILLALL |  | SPGAADFNIS |  | SLSGLLSPAL |  | TESLLVALPP |
| CHLTGGNATL |  | MVRRANDSKV |  | VTSSFVVPPC |  | RGRRELVSVV |  | DSGAGFTVTR |
| LSAYQVTNLV |  | PGTKFYISYL |  | VKKGTATESS |  | REIPMSTLPR |  | RNMESIGLGM |
| ARTGGMVVIT |  | VLLSVAMFLL |  | VLGFIIALAL |  | GSRK       |  |            |

A: Аланін

C: Цистеїн

D: Аспарагінова кислота

E: Глутамінова кислота

F: Фенілаланін

G: Гліцин

H: Гістидин

I: Ізолейцин

K: Лізин

L: Лейцин

M: Метіонін

N: Аспарагін

P: Пролін

Q: Глутамін

R: Аргінін

S: Серин

T: Треонін

V: Валін

Локалізований у клітинній мембрані, мембрані.